# Stefani Salani
Stefani Salani (, 2 de novembro de 1983) é uma ex-ginasta brasileira, que competiu em provas de ginástica artística.
Stefani representou a equipe brasileira que disputou o Campeonato Mundial de Tianjin, em 1999, na China. Nele, conquistou a 18ª colocação na primeira fase da classificação por equipes. No Mundial de Gante, fora 154ª colocada na classificação do individual geral. Após sua aposentadoria, Stefani tornou-se atleta brasileira de luge, sendo a primeira mulher do país a competir em eventos internacionais.